# 阿罕布拉 (伊利諾伊州)
阿罕布拉（英語：Alhambra）是位於美國伊利諾伊州麥迪遜縣的一個村落。

## 地理
阿罕布拉的座標為38°53′19″N 89°43′57″W / 38.88861°N 89.73250°W，而該地最高點為海拔高度168米（即551英尺）。

## 人口
根據2010年美國人口普查的數據，阿罕布拉的面積為1.98平方千米，當中陸地面積為1.96平方千米，而水域面積為0.02平方千米。當地共有人口681人，而人口密度為每平方千米343人。